# FKドリナ・ズヴォルニク
FKドリナ・ズヴォルニク（FK Drina Zvornik）は、ボスニア・ヘルツェゴビナのスルプスカ共和国ズヴォルニクをホームタウンとするサッカークラブである。

## 歴史
第二次世界大戦直後の1945年8月に創設された。
ユーゴスラビア崩壊後、1992年にスルプスカ共和国サッカー連盟が設立され、スルプスカ共和国最初のサッカー大会となった1995-96シーズンにプルヴァ・リーガRS・東地域に参加したが、最下位に終わり、ドルガ・リーガRSに降格した。1996-97シーズンにドルガ・リーガRS・ビイェリナ地域で優勝、プルヴァ・リーガRSに復帰した。2000年にドルガ・リーガRSに降格、2002年にプルヴァ・リーガRSに復帰した。
2009-10シーズンにプルヴァ・リーガRSで優勝、プレミイェル・リーガに昇格した。2011年に降格した。
2014年にプルヴァ・リーガRSで優勝、プルヴァ・リーガFBiHで優勝したスロボダ・トゥズラと共にプレミイェル・リーガに昇格した。2016年に降格した。

## 獲得タイトル
- プルヴァ・リーガRS：2回
  - 2009-10, 2013-14

- ドルガ・リーガRS：2回
  - 1996-97, 2001-2002